# Vitača
Vitača (en serbio: Витача) fue la reina consorte de Bosnia como la primera esposa del rey Esteban Ostoja de Bosnia.
Vitača se casó con Ostoja, el hijo ilegítimo del rey Tvrtko I de Bosnia, antes de su acceso al trono de Bosnia. Ostoja era miembro de la Iglesia bosnia y lo más probable es que Vitača también fuera miembro de esa iglesia. Se desconoce si tuvieron hijos.
Vitača se convirtió en reina cuando su esposo fue elegido para suceder a Helena Gruba en 1399. Sin embargo, Vitača no estaba relacionada con la poderosa nobleza de Bosnia. Ostoja se vio obligado a dejarla, lo que no fue difícil porque la Iglesia bosnia permitía el divorcio. Los raguseos se refirieron a ella como la esposa repudiada del rey de Bosnia en septiembre de 1399; mantuvieron correspondencia con la ex reina Vitača durante algún tiempo después de su divorcio.
Ostoja se casó con Kujava Radenović y se divorció de ella dieciséis años después.